# Chroneem
Een chroneem (van het Griekse χρονος, "tijd" en het suffix -eem van foneem) is een theoretisch segment - een klinker of medeklinker - dat alleen dankzij zijn duur verschillende fonemen en daardoor bijvoorbeeld minale paren onderscheidt. De definitie lijkt enigszins op die van een archifoneem. Het begrip "chroneem" is niet erg wijdverbreid in de taalkunde, zelfs fonologen zijn er niet altijd mee vertrouwd.

## Achtergrond
Bijna alle talen onderscheiden klinkers naar lengte, maar dit onderscheid is lang niet altijd fonematisch. Zelfs in sommige talen die wel betekenisonderscheidende klinkerlengte kennen – zoals het Duits, Latijn en Thai – is geen sprake van chronemen. In sommige varianten van het Engels – bijvoorbeeld het Australisch-Engels – is ook sprake van contrastieve klinkerlengte maar evenmin van chronemen.
Het begrip "chroneem" impliceert dat lange klinkers zoals /aː/ bestaan uit één enkel segment met lengte  – in het IPA weergegeven als /ː/ (lang), /ˑ/(halflang) of /˘/ (extra kort) – als een van de distinctieve kenmerken. In de meeste traditionele analyses wordt lengte als een prosodische eenheid gezien, ofwel als suprasegmenteel.

## Fins-Oegrische talen
In de meeste Fins-Oegrische talen lijkt wel sprake te zijn van chronemen. Hetzelfde foneem kan hier verschillende moraïsche waarden hebben, waardoor minimale paren van elkaar worden onderscheiden, zoals in het volgende voorbeeld uit het Fins (de drie woorden zijn geen cognaten):
- taka- "terug-", takka "haard", taakka, "last";

Volgens taalkundigen is hier sprake van een gemeenschappelijk onderliggend chroneem, dat te herleiden is tot een stemhebbende velaire fricatief in het Proto-Oeraals. De werkwoordsvorm men-ee, "hij gaat" bevat eveneens een chroneem, nl. de eindklinker. In het in Helsinki gesproken Fins is de naam van deze stad Stadi in de nominatief, en Stadii (< Stadi-a) in de partitief.

## Japans
In het Japans vormen de leenwoorden biru ("gebouw"), en het aan het Nederlands ontleende bīru ("bier") een minimaal paar. De bimoraïsche klinker in het tweede woord wordt onder andere onderscheiden van het eerste woord door een lichte stijging in intonatie. Het aantal klinkers in Japans is vrij klein, maar wordt door middel van fonemisch lengtecontrast bijna verdubbeld. Hetzelfde geldt voor sommige Japanse medeklinkers: zo vormt hiki ("trekken" of "invloed") bijvoorbeeld een minimaal paar met hikki ("schrijvende"); het geminaat in het laatste woord wordt gearticuleerd als een klank die zowel bij de eerste als de tweede lettergreep hoort, door middel van een glottisslag gevolgd door de gebruikelijke velaar.